# Пеностекло

Блок из пеностекла

Пеностекло (вспененное стекло, ячеистое стекло) — теплоизоляционный материал, представляющий собой вспененную стекломассу.
Для изготовления пеностекла используется способность силикатных стёкол размягчаться и (в случае наличия газообразователя) пениться при температурах около 1000°С.
По мере нарастания вязкости при охлаждении вспененной стекломассы до комнатной температуры получившаяся пена приобретает существенную механическую прочность.

## История
В 1930-х французская компания Saint-Gobain разработала пеностекло, применив в качестве вспенивателя карбонат кальция. Патент во Франции выдан в 1932 году.
Пеностекло изобретено в 1930-х годах советским академиком И. И. Китайгородским и в США — в начале 1940-х фирмой Corning Glass Work. Вначале предполагалось применять пеностекло в качестве плавающего материала. Но вскоре выяснилось, что оно дополнительно обладает высокими тепло- и звукоизоляционными свойствами, легко подвергается механической обработке и склеиванию.
Впервые бетонные плиты с теплоизоляционной прослойкой из пеностекла были применены в 1946 году при строительстве одного из зданий в Канаде. Этот опыт оказался настолько удачным, что материал сразу же получил всеобщее признание как долговечная изоляция для кровли, перегородок, стен и полов для всех видов построек.
В 1970-е годы производство пеностекла в СССР осуществлялось на 4 заводах, но широкого распространения не получило из-за высокой себестоимости производства.

## Производство пеностекла
В настоящее время основной технологией производства пеностекла является т. н. «порошковая»: тонкоизмельчённое силикатное стекло (частицы 2 — 10 мкм) смешивается с газообразователем (обычно — углеродом), получившаяся однородная механическая смесь (шихта) в формах, либо на конвейерной ленте поступает в специальную туннельную печь. В результате нагрева до 800—900°С частицы стекла размягчаются до вязко-жидкого состояния, а углерод окисляется с образованием газообразных CO2 и CO, которые и вспенивают стекломассу. Механизм реакции газо- и пенообразования достаточно сложен и не ограничивается только реакцией окисления углерода кислородом воздуха, более важную роль играют окислительно-восстановительные процессы взаимодействия углерода с компонентами размягчённого стекла. Применяют с этой целью отходы обычного стекла или легко спекающиеся горные породы с повышенным содержанием щелочей — трахит, сиенит, нефелин, обсидиан, вулканический туф. В качестве газообразователей применяют каменноугольный кокс, антрацит, известняк, мрамор. Углеродсодержащие газообразователи создают в пеностекле замкнутые поры, а карбонаты — сообщающиеся.
Не следует путать пеностекло с продуктами вспенивания водных растворов растворимого стекла. Вспенивание т. н. «жидкого стекла» происходит при температурах около 100—200°С в результате бурного удаления воды из становящегося вязким раствора. Продукт вспенивания растворимого стекла абсолютно не стоек к действию даже холодной воды, в отличие от пеностекла, химическая стойкость которого сопоставима с исходным листовым или тарным стеклом.

## Характеристики

Гранулированное пеностекло

Пеностекло выпускают в форме блоков, плит, щебня и гранул. Плотность пеностекла — 100—600 кг/м. куб. Сорбционная влажность пеностекла — 0,2-0,5 %, при ф=97%. Теплопроводность пеностекла — 0,04-0,08 Вт/(м·К) (при +10°С). Паропроницаемость пеностекла — 0-0,005 мг/(м.ч. Па). Предел прочности на сжатие — 0,7-4 МПа. Предел прочности на изгиб — 0,4-0,6 МПа. Температура начала деформации пеностекла — 450°С. Водопоглощение пеностекла 0-5 % от объёма. Шумопоглощение: до 56 Дб. Эффективный диапазон температур: от −260°С до +500°С. Реальный диапазон применения без потери свойств и разрушения пеностекла от −260°С до +230°С

## Преимущества
Наряду с отличными теплоизоляционными свойствами и полной экологической и гигиенической безопасностью, пеностекло имеет высокую прочность, негорючесть, удобство обработки и простоту монтажа, способность сохранять эти показатели на протяжении длительного времени постоянными. Материал стоек ко всем обычно применяемым кислотам и их парам, не пропускает воду и водяной пар, не подвержен поражению бактериями и грибками, непроходим для грызунов, не поддерживает горение, не выделяет дым и токсичные вещества.

## Применение

Изделия из пеностекла

Пеностекло используется главным образом в качестве универсального теплоизолятора:
в строительном комплексе;
жилищно-коммунальном комплексе;
в сельском хозяйстве;
энергетике;
машиностроении;
химической и нефтехимической отраслях;
пищевом;
бумажном;
фармацевтическом
и других производствах.

## Особенности производства
Производство качественного блочного (плитного) пеностекла (а тем более фасонных изделий из него) справедливо считается весьма технически непростой задачей. Причиной тому является сложность физико-химических процессов непосредственно при вспенивании, а также строгие требования к процессам фиксации и охлаждения (отжига) готовой пены. Так, например, фиксация усложняется тем, что стеклу не свойственно резкое твердение при охлаждении (подобно кристаллизации при переходе воды в лёд), а фиксация пеностекла может сопровождаться такими «мешающими» процессами, как экзотермические реакции в стеклянном расплаве, спонтанная кристаллизация (девитрификация) стекломассы, существенная неоднородность температурного поля во вспененном массиве и т. п. Правильно охладить вспененный блок также непросто — материал обладает крайне низким коэффициентом теплопроводности при известной хрупкости тонких стеклянных ячеек пены. В результате отжиг растягивается на 10 — 15 часов и накладывает существенные ограничения на высоту (толщину) отжигаемых блоков (допустимая скорость охлаждения обратно пропорциональна квадрату толщины). Существенно менее сложным является производство гранулированного пеностекла, массовое производство которого менее требовательно к составу стекла и совершенству теплотехнических агрегатов. Гранулированное пеностекло несколько уступает в теплотехнической эффективности блочному, однако, обладая существенно меньшей ценой, пользуется определённым спросом при производстве лёгких бетонов, выполнении теплоизоляционных засыпок и изготовлении геометрически сложных изделий, включая звукоизоляцию.